# 近鳥龍屬
近鳥龍屬（學名：Anchiornis）又名近鳥，是種小型有羽毛恐龍，屬於手盜龍類的近鳥龍科。化石發現於中國遼寧省，生存年代屬於侏羅紀晚期，是有羽毛獸腳亞目恐龍。
近鳥龍原本被認為是種原始的鳥翼類（Avialae），填補了恐龍演化至鳥類的形態學空白階段。在新的標本被發現後，近鳥龍被改歸類於傷齒龍科，是種原始近鳥類（Paraves）。由於近鳥龍與馳龍科的小盜龍有許多相似特徵，這縮短了原始近鳥類之間的形態差距。
根據近年的詳細研究，近鳥龍是目前第一個幾乎被詳細檢驗過身體顏色的中生代物種

## 敘述

近鳥龍與人類的體型比較圖

近鳥龍是種小型、早期傷齒龍科恐龍。近鳥龍的頭顱骨呈三角形，帶有數個常見的恐爪龍類特徵。近鳥龍的後肢長，但後肢的羽毛長，妨礙近鳥龍在地面的活動。後肢的長羽毛可能是演化過程中的殘餘特徵，因為擅奔動物的腳部羽毛、毛髮通常會退化、消失。傷齒龍科的前肢通常較短，而近鳥龍的前肢相當長，較類似馳龍科與早期鳥翼類，這代表近鳥龍是種原始的近鳥類，在傷齒龍科的演化位置相當原始。
近鳥龍的第一個標本發現於遼寧省西部建昌縣的要路溝，第二個標本發現於鄰近的玲瓏塔地區。該地層屬於湖泊沉積層，年代仍不確定。根據徐星等人的研究，該地可能屬於侏羅紀晚期或白堊紀早期。在第二個標本被研究後，發現該地層屬於髫髻山組，地質年代是侏羅紀晚期的牛津階，約1億6100萬到1億6050萬年前。

## 發現歷史

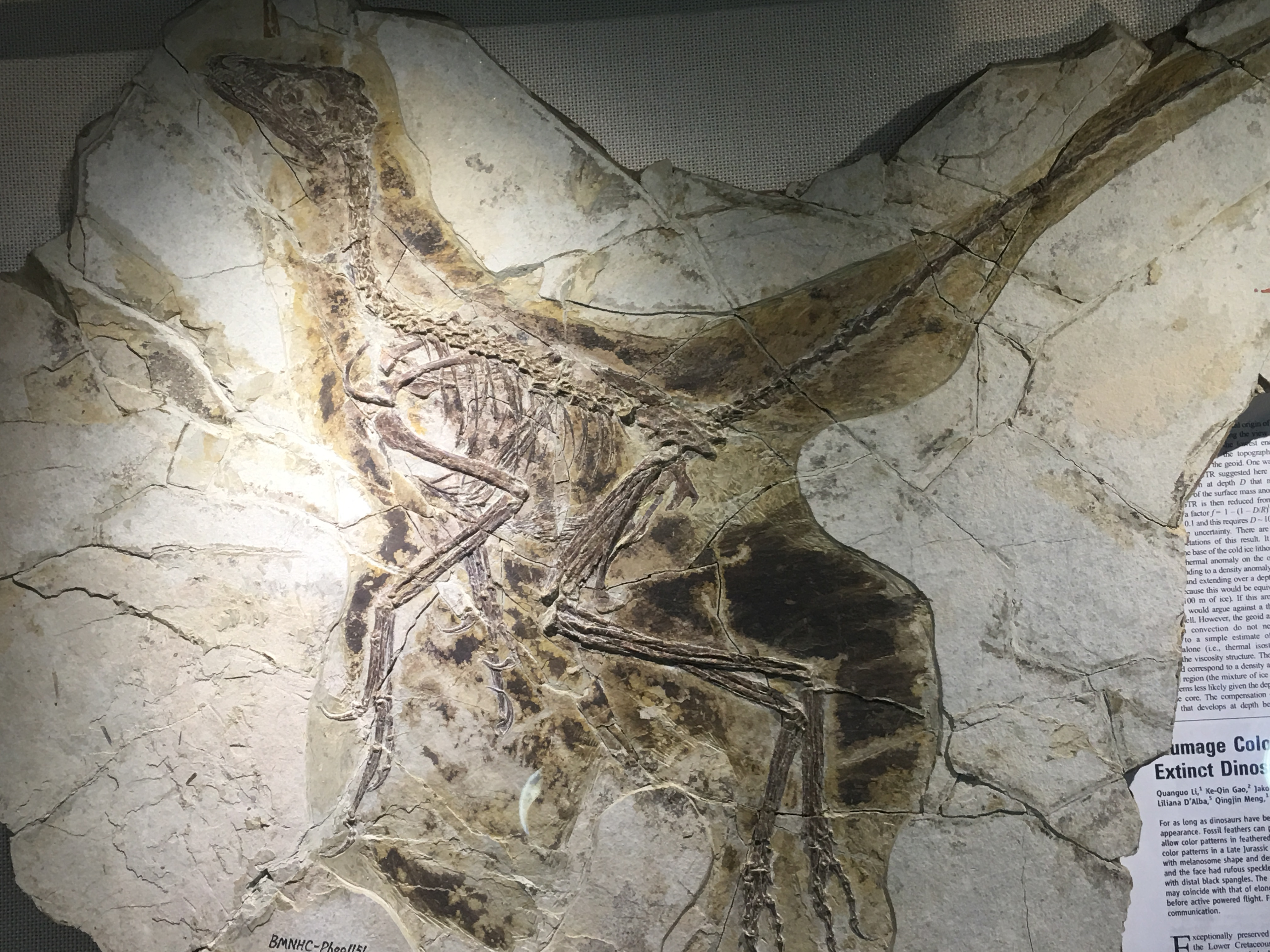
近鳥龍的化石標本，位於北京自然博物館

正模標本（編號IVPP V14378）是在2008年11月由中國古生物學家徐星等人敘述、命名，於2009年發表於《中國科學通報》。化石是一個呈天然狀態的骨骼，只缺少頭骨、部分尾巴、右前肢。徐星等人估計近鳥龍的身長約34公分，重量約110公克，是已知最小型的恐龍之一。徐星等人的親緣分支分類法研究顯示，近鳥龍是種原始的鳥翼類，是鳥綱的姐妹分類單元，填補了鳥類演化至恐龍的形態學空白階段。
模式種是赫氏近鳥龍（A. huxleyi），又譯赫氏近鳥。屬名意為「接近鳥類」，因為其命名者徐星認為這種新恐龍的形态与鳥類的非常接近，是恐龍與鳥類演化階段中的重要發現；種名是以托馬斯·亨利·赫胥黎（Thomas Henry Huxley）為名，以紀念他對演化生物學的貢獻，他是首次提出恐龍與現代鳥類有演化關係的科學家。
在2009年9月底的《自然》雜誌，瀋陽師範大學的胡東宇等人公布了第二個標本（編號LPM–B00 169）的研究。這個標本屬於遼寧古生物博物館。第二個標本較為完整，手部、前肢、後肢、足部都覆蓋者長羽毛，這點與小盜龍相同。這個標本的頭頂具有頭冠。胡東宇等人研究過新標本後，將近鳥龍改歸類於傷齒龍科，而非鳥翼類。
第三個標本（編號BMNHC PH828）則是一個接近完整的身體骨骼，只缺少尾巴、部份頭顱骨，但保存了羽毛痕跡。這個標本是在2010年公佈，常用來研究近鳥龍的羽毛顏色，目前存放於北京自然博物館。
目前只有這三個標本被正式研究過，還有許多標本被存放在博物館、私人保存。根據山東天宇自然博物館的宣稱，他們保存了255個近鳥龍的未研究標本。

## 羽毛

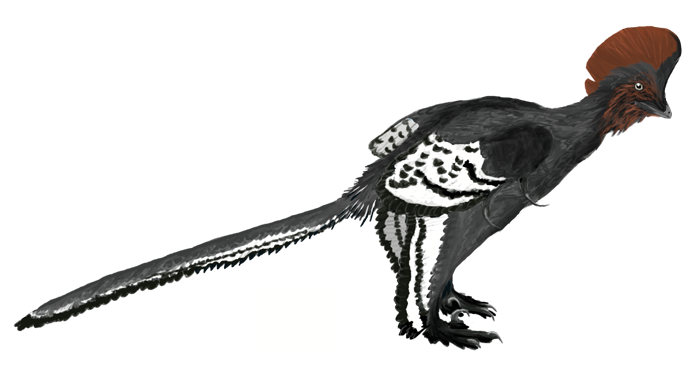
依據現有資訊繪製的近鳥龍重建圖，顯示近鳥龍大致為深灰色的羽色，頭上具有紅色羽冠

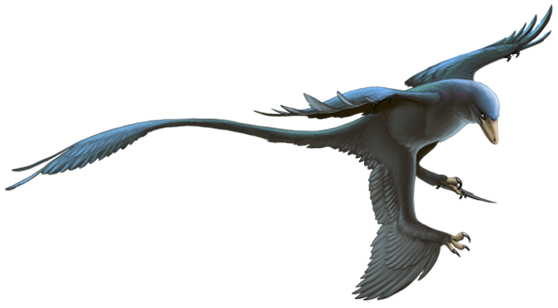
小盜龍的重建圖

近鳥龍的模式標本保存了碳化的羽毛痕跡，證明近鳥龍擁有羽毛。胸部羽毛的平均長度是2公分，但羽毛的保存程度不夠好，無法辨識其羽毛細節。第二個標本則清楚地保存了幾乎全身的羽毛痕跡，使科學家能更深入地研究羽毛的結構、分佈形態。
近鳥龍具有較長的前肢，手部、前肢、後肢、足部都覆蓋者長羽毛，形成四翼恐龍的形態，與小盜龍相當類似。近鳥龍的前肢帶有11根初級飛羽、10根次級飛羽。近鳥龍的初級飛羽、次級飛羽的長度接近，羽軸纖细，羽片彎曲而形狀對稱，羽毛的尖端鈍圆，顯示前肢的氣動性相當差，無法像小盜龍般滑翔飛行。小盜龍與始祖鳥的前肢最長羽毛，位於前肢末端，使前肢的外貌看似狹窄、長而尖的鳥類翅膀。近鳥龍的前肢最長羽毛位於手腕處，使前肢看似長而寬的翅膀，較不具氣動性。
近鳥龍的後肢短於小盜龍，小腿附有12到13根飛羽，腳踝附有10到11根飛羽。近鳥龍的後肢羽毛較短、往下垂，而小盜龍的後肢羽毛較長。近鳥龍的足部幾乎覆蓋者羽毛，只露出趾爪，在恐龍中相當罕見。近鳥龍的足部羽毛，遠短於小腿的羽毛。
近鳥龍的身體覆蓋者構造簡單的絨羽，可分成兩種型態，類似中國鳥龍。頭部、頸部、身體、大腿、前段尾巴覆蓋者較長的絨羽，而後段尾巴則有舵羽。

### 顏色
在2010年，中国北京自然博物馆的李全国和美國耶魯大學的科學家發表關於近鳥龍羽色的研究，他們觀察其羽毛痕跡中的黑色素體（Melanosomes，一種存在於羽毛、皮膚、鱗片的吸光色素）的大小、分佈形態，並與現代鳥類羽毛中的黑色素體作比對，可推測羽毛黑色素體在生前所代表的顏色。在過去，中華龍鳥、中國鳥龍也曾被推測有不同的羽毛顏色，但僅止於深色、淡色的辨識。赫氏近鳥龍是第一個被精確鑑定出羽毛顏色的恐龍。
根據研究人員的推測，赫氏近鳥龍的身體羽毛顏色可大致分為灰、黑兩種顏色。頭頂羽毛主要呈紅褐色，頭頂羽毛的基部則呈黑色。臉部羽毛則主要為黑色，散佈著紅褐色羽毛。前肢、後肢的長羽毛則是黑、白相間，以條紋方式排列。後肢則是灰色羽毛，而腳掌、腳趾則是黑色羽毛。由於被研究的標本缺少尾巴，研究人員無法推測這隻赫氏近鳥龍的羽毛顏色。

## 古生物學
近鳥龍的特徵是前肢比例相當長，前肢長度約是後肢長度的80%。其前肢/後肢比例接近始祖鳥等早期鳥類，徐星等人認為這種長前肢是飛行能力的必要特徵。近鳥龍有可能可以飛行或滑翔。與其他獸腳類恐龍（不包含鳥類）相比，近鳥龍的手腕更類似鳥類。他們最初推測近鳥龍可能具有飛行或滑翔能力。但後來的研究發現，雖然近鳥龍的前肢類似鳥類，但與小盜龍等近親相比，前肢仍然太短而不能飛行。此外，小盜龍的羽毛長、不對稱，是具有氣動性的飛羽；而近鳥龍的羽毛短而對稱，是較為原始的羽毛，因此沒有飛行能力。
近鳥龍的後肢比例，仍較類似獸腳類恐龍，顯示牠們可能是快速奔跑的動物。但是，近鳥龍的後肢、足部覆蓋者長羽毛，類似小盜龍，這些羽毛將妨礙近鳥龍的地面運動能力，因此牠們不可能在地面快速奔跑。
如同現代鳥類，近鳥龍的羽毛顏色分佈、排列複雜。這些色彩斑駁的羽毛，可能有視覺辨識物的功能，使用在求偶、界定領域、或是威嚇掠食動物或競爭對手。

## 外部連結
- （中文）新的有羽毛的手盗龙类化石填补了鸟类起源的形态学空白[永久]
- （中文）最早长有羽毛的恐龙——“赫氏近鸟龙” 化石網
- （中文）中国发现世界上最早的长有羽毛的恐龙(图) （页面存档备份，存于）
- （英文）赫氏近鳥龍的想像圖（页面存档备份，存于）
- （英文）赫氏近鳥龍的簡介（页面存档备份，存于） Dinodata
- （英文）中國發現新的傷齒龍科恐龍，年代早於始祖鳥，腳部具有羽毛（页面存档备份，存于） 《自然》雜誌
- （中文）Science：恐龙具有彩色羽毛(附圖)
- （中文）一种带羽毛恐龙的颜色（页面存档备份，存于）